# Rhinestone Cowboy
Rhinestone Cowboy (Engl., etwa „Strassstein-Cowboy“) ist ein Country-Song von Glen Campbell aus dem Jahr 1975. Das Stück wurde von Larry Weiss geschrieben und von Dennis Lambert und Brian Potter produziert. Es erschien auf dem gleichnamigen Album; die Single erreichte in mehreren Ländern Platz eins der Charts. 

## Geschichte
Weiss schrieb den Song 1974 und veröffentlichte ihn auf seinem Album Black & Blue Suite. Seine Single-Veröffentlichung schaffte es auf Platz 24 in den Adult Contemporary Charts. Glen Campbell hörte das Lied beim lokalen Radiosender KNX-FM in Los Angeles und studierte es während seiner folgenden Australientournee ein. Als er nach seiner Rückkehr den damaligen Labelchef Al Coury von Capitol Records darauf ansprechen wollte, hatte der das Potenzial des Songs für Campbell bereits erkannt und brauchte nicht mehr überzeugt zu werden. Das Lied handelt von den Kompromissen, die ein Künstler eingehen muss, wenn ihm die große Karriere verwehrt geblieben ist, er aber seinen Träumen treu bleiben will.
Das Stück wurde am 26. Mai 1975 veröffentlicht und zu einem Nummer-eins-Hit in den Vereinigten Staaten, Kanada, Irland und Jugoslawien. Zu hören war der Song in Filmen wie Der Senkrechtstarter, High School High und Der Kindergarten Daddy. Ebenso Verwendung fand er in den Serien Mehr Schein als Sein, Family Guy (Peter singt den Refrain in der Episode Mord ohne Auftrag), Desperate Housewives und Red Oaks. Für den Verkauf von einer Million Singles wurde der Titel von der Recording Industry Association of America mit der Goldenen Schallplatte ausgezeichnet. Zudem folgten auch Nominierungen bei den Grammy Awards für den besten Country-Song und als Aufnahme des Jahres.

## Coverversionen
- 1975: Howard Carpendale (Hier geht mein Weg zu Ende)
- 1975: Rudolf Zawrel (Hier geht mein Weg zu Ende)
- 1975: Ray Conniff (Rhinestone Cowboy / Wildfire)
- 1976: Michèle Torr (Je m’appelle Michèle)
- 1976: Bert Kaempfert
- 1976: Loretta Lynn
- 1977: James Last
- 1977: Slim Whitman
- 1978: Tony Christie
- 1981: Tom Astor
- 1991: Grant & Forsyth (Rose Garden / Rhinestone Cowboy / It Hurts To Be In Love / When Will I Be Loved)
- 1993: John Primer
- 1994: The Waltons
- 1996: Tom Astor (Das ist meine Freiheit)
- 2004: David Hasselhoff
- 2006: Randy Jones
- 2019: David Hasselhoff auf dem Album Open Your Eyes
- 2019: Bruce Springsteen auf dem Soundtrack Western Stars[5]